# Matrimonio igualitario en Campeche
El matrimonio entre personas del mismo sexo es legal en Campeche desde el 20 de mayo de 2016. En abril de 2016, el gobernador Alejandro Moreno Cárdenas presentó al Congreso de Campeche un proyecto de ley sobre matrimonio entre personas del mismo sexo, que fue aprobado el 10 de mayo y entró en vigor 10 días después. Campeche había reconocido anteriormente a las parejas del mismo sexo únicamente en la forma de uniones civiles, que fueron promulgadas en 2013 y otorgan a las parejas varios de los derechos y beneficios del matrimonio.

## Historia jurídica

### Uniones civiles
El 11 de abril de 2013 el Partido de la Revolución Democrática (PRD) presentó un proyecto para legalizar las uniones civiles (denominadas como «sociedad civil de convivencia»). El proyecto de ley fue aprobado por unanimidad por el Congreso de Campeche el 20 de diciembre de 2013 y, si bien se aplica tanto a parejas del mismo sexo como a parejas del mismo sexo, no otorga a las parejas del mismo sexo los mismos derechos, beneficios y obligaciones que el matrimonio. Una distinción adicional es que las uniones civiles no se inscriben en el registro civil como los matrimonios, sino en el Registro Público de la Propiedad y de Comercio. Desde 2016 las parejas en unión civil pueden adoptar legalmente.

### Matrimonio entre personas del mismo sexo

#### Antecedentes
El 31 de marzo de 2014, una pareja de lesbianas, María José Estrada Muñoz y Faride Zulema Cabrera Can, solicitaron una licencia de matrimonio en San Francisco de Campeche, pero fueron rechazadas basándose en la decisión de que las parejas del mismo sexo sólo podían celebrar uniones civiles y no casarse legalmente. En julio de 2014, la Suprema Corte de México declaró que las leyes matrimoniales del estado eran inconstitucionales y ordenó al Congreso modificar el Código Civil para permitir los matrimonios entre personas del mismo sexo. Más tarde se anunció que la pareja podría casarse después de que un juez de distrito les concediera un amparo, pero aún había que revisar la ley. El conservador Partido Acción Nacional (PAN) dijo que acataría el fallo. La pareja se casó el 30 de agosto de 2014. En septiembre de 2014, el PRD anunció que 8 parejas, 5 de San Francisco de Campeche y 3 de Ciudad del Carmen, habían interpuesto amparos y que se estaba analizando el cambio de estatutos matrimoniales.
El 11 de agosto de 2015, la Suprema Corte dictaminó por 9 votos a 1 que la prohibición de Campeche de que parejas del mismo sexo adoptaran niños era inconstitucional. El tribunal anuló el artículo 19 de la ley de unión civil que prohibía la adopción por parte de parejas civiles. Los derechos del niño fueron citados como el principal motivo de la decisión del tribunal. El fallo sentó un precedente constitucional, lo que significa que todas las prohibiciones en México que prohíben la adopción a parejas del mismo sexo son inconstitucionales y discriminatorias. El presidente de la Suprema Corte, Luis María Aguilar Morales, votó con la mayoría y escribió en el fallo lo siguiente:

No veo ningún problema en que un niño sea adoptado en una sociedad de convivencia, que tiene precisamente este fin. ¿Vamos a preferir tener niños en la calle, que según las estadísticas superan los 100.000? Atendemos, por supuesto, y quizás con la misma intensidad o más, a los intereses del niño.

El 23 de septiembre de 2016 la Suprema Corte finalizó el fallo en el caso de adopción contra Campeche y emitió una jurisprudencia a nivel nacional que obliga a todos los jueces de los tribunales inferiores a fallar a favor de las parejas del mismo sexo que buscan la adopción y la patria potestad. La prohibición de adopción entre personas del mismo sexo en Campeche se levantó el 26 de septiembre.

#### Acción legislativa
El 4 de abril de 2016 el gobernador Alejandro Moreno Cárdenas presentó al Congreso de Campeche un proyecto de ley sobre matrimonio entre personas del mismo sexo. Poco después, los dos partidos más importantes del estado, el Partido Revolucionario Institucional (PRI) y el Partido Acción Nacional, anunciaron su apoyo al proyecto de ley. El 4 de mayo el presidente de la Junta Directiva dijo que el proyecto de ley se votaría en algún momento de dicho mes. El 10 de mayo el Congreso votó 34 contra 1 para aprobar el proyecto de ley sobre el matrimonio entre personas del mismo sexo.
| Partido político                     | Miembros | Sí | No | Abstención | Ausentes |
| ------------------------------------ | -------- | -- | -- | ---------- | -------- |
| Partido Revolucionario Institucional | 15       | 15 |    |            |          |
| Partido Acción Nacional              | 11       | 11 |    |            |          |
| Partido Verde Ecologista de México   | 3        | 3  |    |            |          |
| Movimiento de Regeneración Nacional  | 3        | 2  | 1  |            |          |
| Partido Nueva Alianza                | 2        | 2  |    |            |          |
| Partido de la Revolución Democrática | 1        | 1  |    |            |          |
| Total                                | 35       | 34 | 1  | 0          | 0        |

Se publicó en el Boletín Oficial del Estado el 16 de mayo y entró en vigor el 20 de mayo. El artículo 157 del Código Civil de Campeche queda así:

Establece que el matrimonio es la unión de dos personas para llevar una vida en común, en donde ambas se deben procurar respeto, igualdad y ayuda mutua. Debe celebrarse ante las autoridades del Registro Civil tal y como lo establece este Código y con las formalidades que éste exige.

En junio de 2016, Adriana de Jesús Avilez Avilez fue expulsada de su partido, el Movimiento de Regeneración Nacional (Morena), por su decisión de votar en contra de la legislación.
El 14 de junio de 2016, los opositores al matrimonio entre personas del mismo sexo presentaron una orden judicial contra la nueva ley, argumentando que "fue impuesta injustamente a los campechanos" y refutaron las acusaciones de homofobia. El 7 de julio de 2016 un juez federal falló a favor de la suspensión. Un portavoz del Congreso dijo que la orden del juez sólo prohíbe a los demandantes casarse con una pareja del mismo sexo. Según el presidente del Congreso, Ramón Méndez Lanz, las parejas del mismo sexo pueden seguir casándose en el estado.

## Estadísticas
La siguiente tabla muestra el número de matrimonios entre personas del mismo sexo realizados en Campeche desde su legalización en 2016, según lo reportado por el Instituto Nacional de Estadística y Geografía. Las cifras de 2020 son inferiores a las de años anteriores debido a las restricciones impuestas por la pandemia de COVID-19.
| Año  | Mismo sexo | Mismo sexo | Mismo sexo | Distinto sexo | Total | % mismo sexo |
| Año  | Femenino   | Masculino  | Total      | Distinto sexo | Total | % mismo sexo |
| ---- | ---------- | ---------- | ---------- | ------------- | ----- | ------------ |
| 2016 | 10         | 6          | 16         | 4505          | 4521  | 0.35%        |
| 2017 | 15         | 10         | 25         | 4310          | 4335  | 0.58%        |
| 2018 | 19         | 13         | 32         | 4366          | 4398  | 0.73%        |
| 2019 | 22         | 13         | 35         | 4575          | 4610  | 0.76%        |
| 2020 | 13         | 11         | 24         | 2959          | 2983  | 0.80%        |
| 2021 | 43         | 23         | 66         | 4866          | 4932  | 1.33%        |

## Opinión pública
Una encuesta de opinión de 2017 realizada por Gabinete de Comunicación Estratégica encontró que el 42% de los residentes de Campeche apoyaban el matrimonio entre personas del mismo sexo, uno de los más bajos del país, mientras que el 55% se oponía.
Según una encuesta de 2018 del Instituto Nacional de Estadística y Geografía, el 56% de la población de Campeche se oponía al matrimonio entre personas del mismo sexo. Esta fue la tercera más alta en México, después de Chiapas (59%) y el vecino Tabasco (56,5%).